# Dublone
Eine Dublone, auch Duplone geschrieben (vom spanischen doblón, was soviel heißt wie „das doppelte“), ist eine spanische Goldmünze im Wert von zwei Escudos, mit einem Gewicht von 6,77 g und einen Goldgehalt von 22 Karat bzw. einem Feingehalt von 916/1000. Das verwendete Gold stammte zumeist aus den spanischen Kolonien und wurde entweder sofort vor Ort in Dublonen verarbeitet oder im noch unbearbeiteten Zustand verschifft. Die ca. 2,2 cm durchmessende Goldmünze hatte in ihrer langen Geschichte unterschiedliche Motive, zumeist das Konterfei des Monarchen und das königliche Wappen mit dem Orden vom Goldenen Vlies und lateinischem Motto: IN UTROQ[ue] FELIX AUSPICE DEO, d. h. Unter der Schirmherrschaft Gottes ist das Glück auf beiden Seiten. Sie wurde von 1537 bis 1833 geprägt. Ihr historischer Wert liegt meist über dem Materialwert.
| Münzfuß                                                | Material | Feingehalt | Gewicht | Ø (mm) | Land    | Ausgabe       |
| ------------------------------------------------------ | -------- | ---------- | ------- | ------ | ------- | ------------- |
| 8 Escudos                                              | Gold     | 0,916      | 27,06   | 38,00  | Spanien | 1537 bis 1833 |
| 4 Escudos                                              | Gold     | 0,916      | 13,53   | 31,00  | Spanien | 1537 bis 1833 |
| 2 Escudos *                                            | Gold     | 0,916      | 6,77    | 22,00  | Spanien | 1537 bis 1833 |
| 1 Escudo                                               | Gold     | 0,916      | 3,38    | 18,00  | Spanien | 1537 bis 1833 |
| ½ Escudo                                               | Gold     | 0,916      | 1,69    | 15,00  | Spanien | 1537 bis 1833 |
| * = Die zwei Escudo Münze wurde als Dublone bezeichnet |          |            |         |        |         |               |

## Dublonen im übertragenen Sinn
Der Maravedí, als Goldmünze auch „Marabotin“ genannt, war vom 12. bis ins später 19. Jahrhundert die in Spanien gebräuchliche Münze und Rechnungswährung, er war die am längsten verwendete Währungseinheit Spaniens. Heinrich IV. reformierte im 14. Jahrhundert die spanische Währung des Maravedí und erklärte die alte Dublone unter den Bezeichnungen Enrique, Castellano oder, mit doppeltem Gewicht, Dobla castellana zur Goldwährung. Mit dem Real de Plata gelangte der Maravedí dann auch in die spanischen Besitztümer in Übersee und wurde dort zur Währungseinheit.
Nach ihrem Vorbild richteten sich zahlreiche andere Goldmünzen, so der Louis d’or in Frankreich, der Friedrich d’or in Preußen und die Schweizer Dublone, ausgeführt als „Berner Dublone“ oder „Bündner Dublone“.
Die Bezeichnung Dublone wurde auch auf andere Goldmünzen übertragen, die den gleichen Münzfuß hatten, so etwa die sogenannte Moby-Dick-Münze. Die womöglich seltenste Dublone in Gold hat ihren Ursprung in den USA, die sogenannte Brasher Dublone.

## Bilder

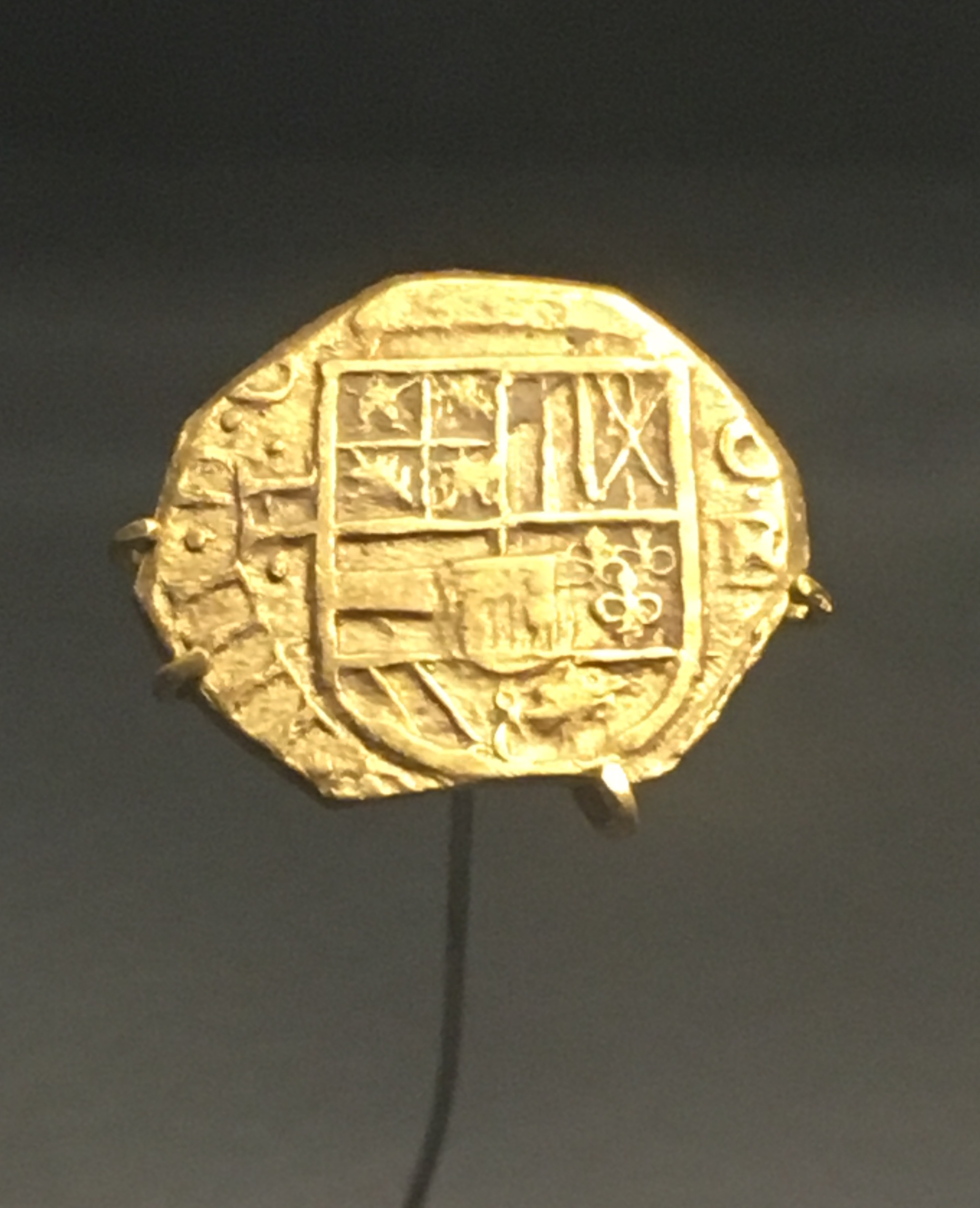
Philipp IV. (Spanien)
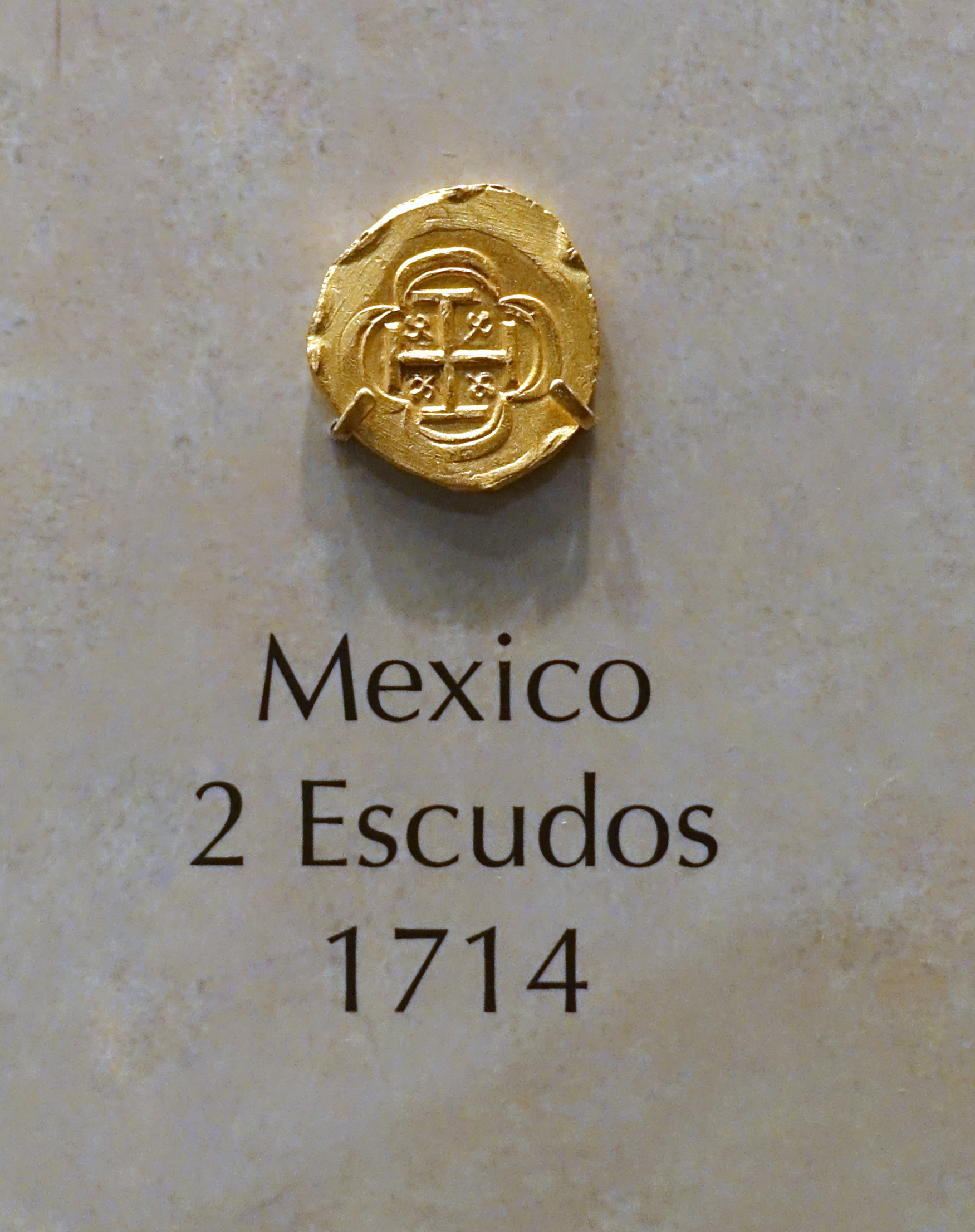
Philipp V. (Spanien)
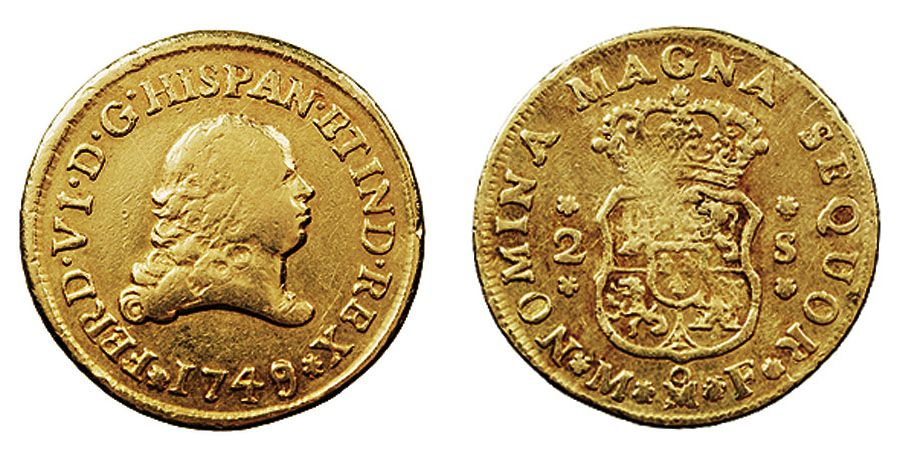
Spanische Dublone aus der Zeit Ferdinand VI. (Spanien)
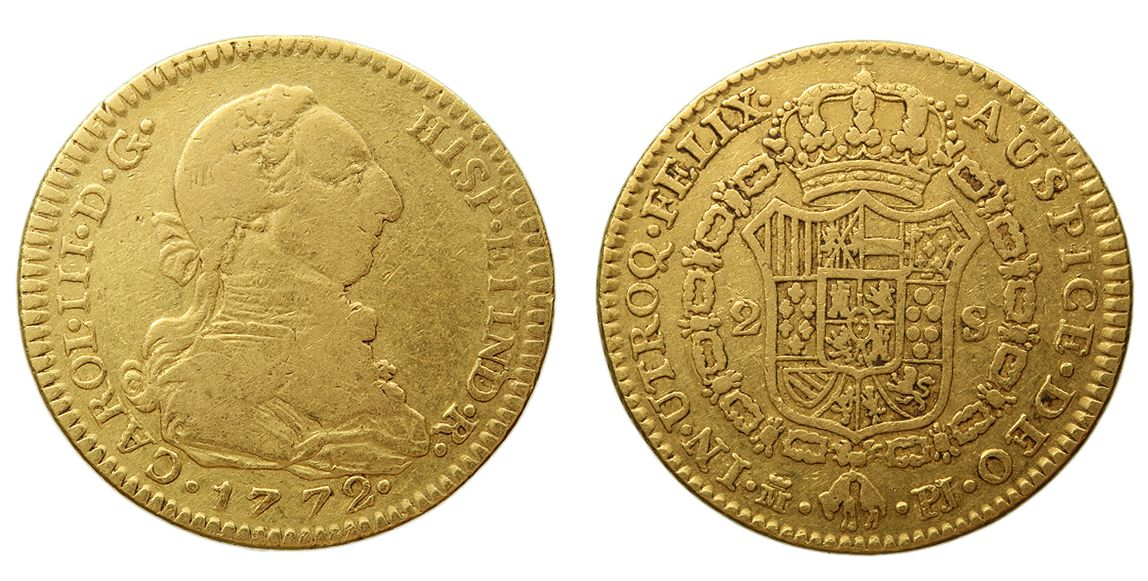
Spanische Dublone aus der Zeit Karl III. (Spanien)
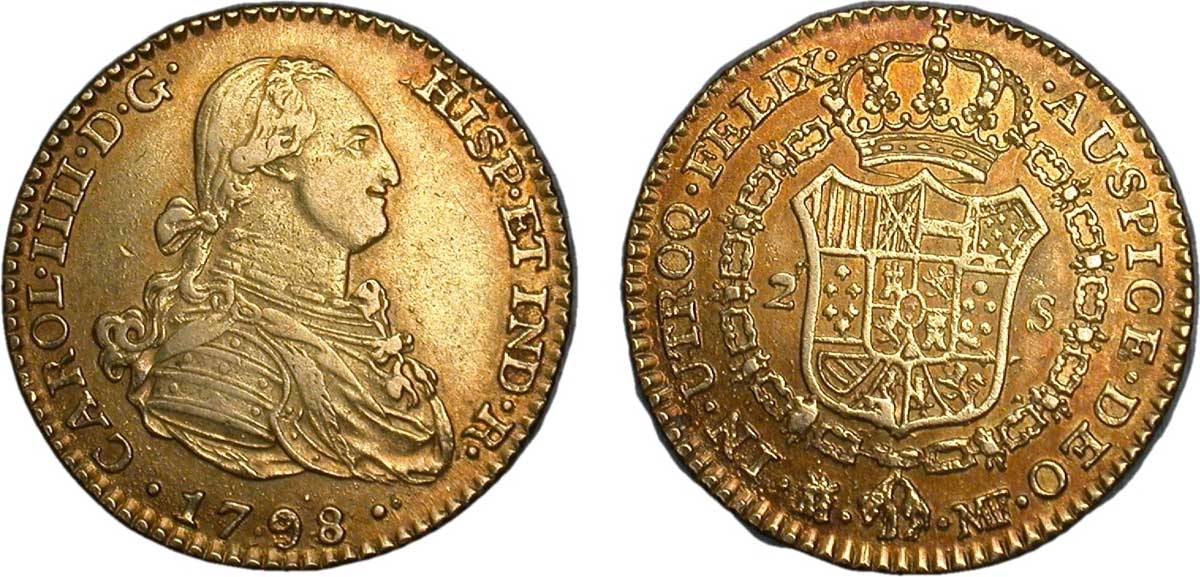
Spanische Dublone aus der Zeit Karl IV. (Spanien)
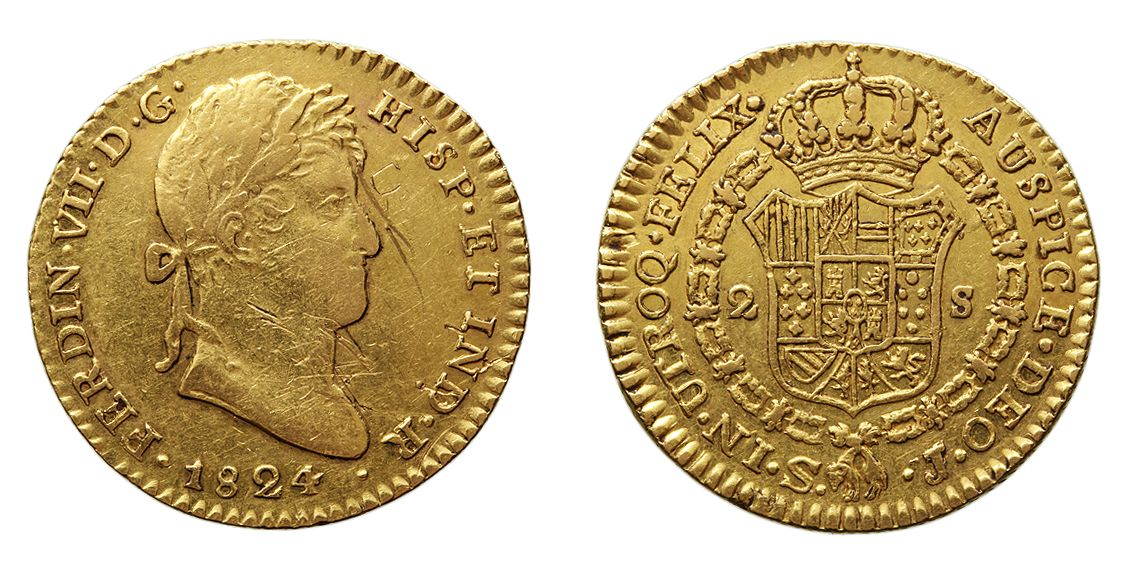
Spanische Dublone aus der Zeit Ferdinand VII. (Spanien)
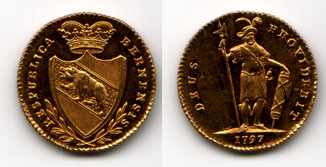
Berner Dublone 18. Jahrhundert